# Municipio de Noria de Ángeles
El municipio de Noria de Ángeles es uno de los 58 municipios del estado mexicano de Zacatecas. Su cabecera es la localidad de Noria de Ángeles.

## Toponimia
El nombre del municipio combina la palabra «noria», en su referencia a una pozo destinado a la obtención de agua subterránea y «Ángeles», nombre de una antigua explotación minera conocida como Real de Ángeles.

## Geografía
El municipio de Noria de Ángeles está ubicado en el sureste del estado. Ocupa una extensión de 409 km² y limita al norte con el municipio de Villa González Ortega y el estado de San Luis Potosí; al este con el estado de San Luis Potosí y el municipio de Villa Hidalgo; al sur con los municipios de Pinos y Loreto; al oeste con los municipios de Loreto, Luis Moya, Ojocaliente y Villa González Ortega.
La cabecera municipal es la localidad de mismo nombre, Noria de Ángeles, que se encuentra en la ubicación 22°26′32″N 101°54′29″O / 22.44222, -101.90806, a una altura aproximada de 2190 m s. n. m.
Según la clasificación climática de Köppen el clima de Noria de Ángeles corresponde a la categoría BSk, (semiárido frío o estepario).

## Demografía
La población total del municipio de Noria de Ángeles es de 16 284 habitantes, lo que representa un crecimiento promedio de 0.43% anual en el período 2010-2020 sobre la base de los 15 607 habitantes registrados en el censo anterior. Al año 2020 la densidad del municipio era de 39,86 hab/km².
| Gráfica de evolución demográfica de Municipio de Noria de Ángeles entre 2000 y 2020 |
|                                                                                     |
| Fuente: Instituto Nacional de Estadística Geografía e Informática                   |

En el año 2010 estaba clasificado como un municipio de grado muy bajo de vulnerabilidad social, con el 17.24% de su población en estado de pobreza extrema.
La población del municipio está mayoritariamente alfabetizada (7.96% de personas analfabetas al año 2010), con un grado de escolarización en torno a los 6.7 años. Sólo el 0.14% de la población se reconoce como indígena.
El 94.76% de la población profesa la religión católica. El 4.26% adhiere a las iglesias Protestantes, Evangélicas y Bíblicas.

### Localidades
Según el censo de 2010, la población del municipio se distribuía entre 45 localidades, de las cuales 22 eran pequeños núcleos de menos de 100 habitantes.
La evolución poblacional entre los censos de 2010 y 2020 fue:
| Localidad                                      | Población 2010 | Población 2020 |
| Total Municipio                                | 15 607         | 16 284         |
| Colonia Francisco I. Madero                    | 353            | 295            |
| Colonia Independencia (La Soledad)             | 386            | 406            |
| Colonia Madero (Madero)                        | 819            | 937            |
| Colonia Pozo Colorado                          | 239            | 316            |
| Colonia San Francisco (San Francisco)          | 1314           | 1272           |
| El Tepozán                                     | 858            | 1043           |
| Estación Genaro (Genaro)                       | 373            | 333            |
| General Guadalupe Victoria (Estación la Honda) | 1188           | 1175           |
| General Lauro G. Caloca (El Rascón)            | 1121           | 1159           |
| Ignacio Zaragoza (San Diego)                   | 1161           | 1236           |
| Maravillas                                     | 2317           | 2809           |
| Noria de Ángeles (Cabecera municipal)          | 1662           | 1633           |
| Playas del Refugio (Huertas de Maravillas)     | 343            | 453            |
| Puerto de Juan Alberto                         | 261            | 293            |
| Rancho Nuevo de Morelos (De Guadalupe)         | 1406           | 1069           |
| San Antonio de la Mula                         | 465            | 550            |

## Economía
Según los datos relevados en 2010, 2765 desarrollaban su actividad en el sector primario (agricultura, ganadería, aprovechamiento forestal, pesca y caza). Este único sector concentraba más de la mitad de la población económicamente activa del municipio, que ese año era de 4549 personas.
Según el número de unidades activas relevadas en 2019, los sectores más dinámicos son el comercio minorista, la prestación de servicios de alojamiento temporal y de preparación de alimentos y bebidas, y la elaboración de productos manufacturados.

## Educación y salud
En 2010 el municipio contaba con escuelas preescolares, primarias, secundarias, dos escuelas de educación media (bachilleratos) y una escuela de formación para el trabajo. Contaba con 7 unidades destinadas a la atención de la salud, con un total de 13 personas como personal médico.

El 27.4% de la población, (5846 personas), no había completado la educación básica, carencia social conocida como rezago educativo. El 21.4% (4575 personas), carecía de acceso a servicios de salud.